# Jens Soentgen
Jens Soentgen (* 1967 in Bensberg) ist ein deutscher Chemiker und Philosoph. Er ist Autor von (umwelt-)philosophischen Werken und Sachbüchern.

## Leben
Soentgen studierte an der J.W. v. Goethe-Universität in Frankfurt Chemie, Sozialkunde und Philosophie auf Lehramt. Nach dem Ersten Staatsexamen 1994 wechselte er an die Technische Universität Darmstadt, wo er 1996 promoviert wurde mit einer Arbeit über den Stoff-Begriff in Philosophie bei Gernot Böhme und Hermann Schmitz. Lehraufträge führten ihn an verschiedene Universitäten in Deutschland. 1999/2000 war er an der Universidade Federal de Goiás (Goiânia) in Brasilien als Gastdozent für Philosophie tätig, 2001 arbeitete er als Gastwissenschaftler an der Pontifícia Universidade Católica do Rio Grande do Sul in Porto Alegre. Seit 2002 ist er wissenschaftlicher Leiter des Wissenschaftszentrums Umwelt der Universität Augsburg. Er habilitierte sich 2015 an der Universität Augsburg in Philosophie. Seit 2016 ist er Adjunct Professor für Philosophie an der Memorial University of Newfoundland in St. John’s.
Seine Bücher Selbstdenken! (illustriert von Nadia Budde) und Von den Sternen bis zum Tau (illustriert von Vitali Konstantinov) waren 2004 bzw. 2011 für den Deutschen Jugendliteraturpreis nominiert. Für Wie man mit dem Feuer philosophiert erhielten er und Konstantinov 2016 die Auszeichnung Wissensbuch des Jahres der Zeitschrift Bild der Wissenschaft. Für Februar 2016 hatte das Buch bereits den Emys Sachbuchpreis (monatliche Vergabe) erhalten und gewann auch den Jahres-Emys für 2016.
Er ist verheiratet und hört gerne die Musik von Peter Fox.

## Werke/Schriften
Als Autor:
- Das Unscheinbare: phänomenologische Beschreibungen von Stoffen, Dingen und fraktalen Gebilden. (Zugleich Dissertation), Akademie-Verlag, Berlin 1997, ISBN 3-05-003093-3.
- Splitter und Scherben: Essays zur Phänomenologie des Unscheinbaren. Zug 1998, ISBN 3-906336-21-2.
- Die verdeckte Wirklichkeit: Einführung in die neue Phänomenologie von Hermann Schmitz. Bonn 1998, ISBN 3-416-02788-4.
- Die Zimtsternstory: Weihnachtsaufsatz. (Gestaltet von Nadia Budde.) Wuppertal 2001, ISBN 3-87294-887-3.
- Selbstdenken! 20 Praktiken der Philosophie. (Mit Illustrationen von Nadia Budde.) Wuppertal 2003, ISBN 3-87294-943-8.
  - Wiederauflage bei Beltz & Gelberg 2007, ISBN 978-3-407-75526-1.
  - Niederländische Auflage (Übersetzung von Henriëtte van Weerdt-Schellekens): Dan pas kun je denken! twintig manieren waarop je kunt filosoferen. Schiedam 2011, ISBN 978-90-5594-738-6.
  - Arabische Auflage: „فكر بنفسك! عشرون تطبيقاً للفلسفة“ (Übersetzung von Abdelsalam Heder): bei Mahrosa, Kairo 2007, ISBN 978-977-313-152-4.
- Von den Sternen bis zum Tau: eine Entdeckungsreise durch die Natur. (Illustrationen von Vitali Konstantinov.) Wuppertal 2010 (8. Auflage 2022), ISBN 978-3-7795-0291-3.
  - Wiederauflage bei Büchergilde Gutenberg 2011, ISBN 978-3-7632-6477-3.
  - Russische Auflage (Übersetzung von O. Teremkovoj): Ot zvezdy do rosinki: 120 udivitelʹnych javlenij prirody. Moskau 2015, ISBN 978-5-9963-0506-3.
  - Koreanische Auflage, Random House Korea,  Seoul 2012, ISBN 978-89-255-4717-6.
- Mit Marita Krauss und Stefan Lindl: Der gezähmte Lech: ein Fluss der Extreme. München 2014, ISBN 978-3-86222-140-0.
- Wie man mit dem Feuer philosophiert: Chemie und Alchemie für Furchtlose. (Illustrationen von Vitali Konstantinov.) Wuppertal 2015, ISBN 978-3-7795-0526-6.
  - Chinesische Auflage, Yilin Press, Nanjing, Jiangsu 2018, ISBN 978-7-5447-7433-8.
- Konfliktstoffe. Über Kohlendioxid, Heroin und andere strittige Substanzen. München: oekom Verlag 2019, ISBN 978-3-86581-779-2.
- Ökologie der Angst. Berlin: Matthes und Seitz 2018. ISBN 978-3-95757-552-4
  - Spanische Auflage: Ecología del miedo (Übersetzung von Miguel Alberti), Herder Editorial, Barcelona 2019, ISBN 978-84-254-4320-6
- Pakt mit dem Feuer. Philosophie eines weltverändernden Bundes. Berlin: Matthes und Seitz 2021, ISBN 978-3-7518-0340-3
- Staub. Alles über fast nichts. München: dtv 2022,  ISBN 978-3-423-26344-3
- Philosophie des Wassers. Zug: Die Graue Edition 2024, ISBN 978-3-907370-01-8
- Indigenous Knowledge and Material Histories: The Example of Rubber. Cambridge: Cambridge University Press 2024, ISBN 978-1-00-944275-6

Als Herausgeber:
- Der Salon der Zukunft: Gesprächskultur im 19. und 21. Jahrhundert. Berlin 2000, ISBN 3-496-01238-2.
- mit Knut Völzke: Staub: Spiegel der Umwelt. München 2005, ISBN 3-936581-60-6.
  - Koreanische Ausgabe 2012, Nature & Ecology, Seoul, ISBN 978-89-974290-4-2.
- mit Armin Reller: CO2 – Lebenselixier und Klimakiller. München 2009, ISBN 978-3-86581-118-9. Koreanische Auflage 2015, Nature & Ecology, Seoul, ISBN 978-89-974294-9-3.
- mit Hans Peter Hahn und Karlhein Cless: People at the well: kinds, usages and meanings of water in a global perspective. Frankfurt / New York 2012, ISBN 978-3-593-39610-1.
- mit Gerhard Ertl (Hrsg.): N. Stickstoff – ein Element schreibt Weltgeschichte. Oekom Verlag, München 2015, ISBN 978-3-86581-736-5
- mit Peter Roth (Hrsg.; Übersetzer): Henricus Nollius. Hermetische Physik. – Teilübersetzung des Werkes: Naturae Sanctuarium, quod est: Physica Hermetica (1619). Norderstedt: PubliQation. DOI:10.22602/IQ.9783745888522